# Kornog
Kornog ('oeste' en bretón) fue una banda de música folk y música tradicional de la Bretaña francesa, formada en la década de 1980. Publicaron cuatro discos entre 1981 y 1987: Kornog (1983), Premiere: Live in Minneapolis (1984), Ar Seizh Avel (1985) y Kornog IV (1987). En 1987 disolvieron pero se volvieron a reunir en 1999 y publicaron su último disco, Korong. Su última actuación fue en 2006.

## Historia
La banda se formó en 1981 al unirse el excomponente de Sked y de Battlefield Band, Soïg Sibéril (guitarra), el también exmiembro de Battlefield Band Jamie McMenemy (cistro, mandolina, bouzouki y voz); junto con el violinista Christian Lemaître y el flautista Jean-Michel Veillon. En 1983 participaron en la sexta edición del Festival de Ortigueira y en 1986 Soïg Siberil abandonó la formación para emprender su carrera en solitario y su lugar fue ocupado por el exmiembro de Skolvan, Gilles Le Bigot.
Casi todos los miembros de Kornog colaboraban con otros grupos y hacían gala de una ausencia de «exclusividad» poco común en el mundo de la música. Soïg Sibéril tocaba también la guitarra en el grupo Gwerz de los hermanos Jacky y Patrick Molard; en 1993 Jamie McMenemy y Christian Lemaitre formaron en Bélgica el grupo Orion y, poco tiempo después, se les unió el cantante Gerard Delahaye, con el que formaron el trío Taxi Mauve. En 1982 Gwerz y Kornog se uieron para formar Pennoù Skoulm

## Discografía
- Kornog (1983)
- Premiere: Live in Minneapolis (1984)
- Ar Seizh Avel (1985)
- Kornog IV (1987)
- Korong (2000)